# Иваи
Иваи (порт. Ivaí) — муниципалитет в Бразилии, входит в штат Парана. Составная часть мезорегиона Юго-восток штата Парана. Входит в экономико-статистический микрорегион Прудентополис. Население составляет 12 228 человек на 2006 год. Занимает площадь 607,847 км². Плотность населения — 20,1 чел./км².
Город основан в 1961 году.

## Статистика
- Валовой внутренний продукт на 2003 год составляет 103 463 334,00 реалов (данные: Бразильский институт географии и статистики).
- Валовой внутренний продукт на душу населения на 2003 год составляет 8566,97 реалов (данные: Бразильский институт географии и статистики).
- Индекс развития человеческого потенциала на 2000 год составляет 0,701 (данные: Программа развития ООН).

## География
Климат местности: субтропический. В соответствии с классификацией Кёппена, климат относится к категории Cfa.